# Gäddtjärnen (Råneå socken, Norrbotten)
Gäddtjärnen är en sjö i Bodens kommun i Norrbotten och ingår i Råneälvens huvudavrinningsområde.